# Twarde lądowanie
Twarde lądowanie (tytuł oryg. Crash Landing) – amerykański thriller w reżyserii Jima Wynorskiego z roku 2005.

## Obsada
- Antonio Sabato Jr. – Mjr. John Masters
- Michael Paré – Kpt. Williams
- Brianne Davis – Rochelle Davis
- Rene Rivera – Carl Trenta
- Brandon Barash – Roger
- Adam Grimes – Jerry
- John Beck – Gen. McLaren
- Patrick St. Esprit – Craig